# 直布羅陀植物園
直布羅陀植物園（英語：Gibraltar Botanic Gardens）是直布羅陀的一座植物園。直布羅陀植物園創建於1816年，由直布羅陀總督設立。在第二次世界大戰時，該植物園曾是眾多同性戀士兵秘密聚集的場所。現在這裡是直布羅陀著名觀光景點之一。